# حزب مشروطه ایران
حزب مشروطهٔ ایران (لیبرال دموکرات)، حزبی سیاسی در خارج از ایران است که در سال ۱۳۷۳ تأسیس شده‌است. داریوش همایون، بنیانگذار این حزب است.

## ساختار
حزب مشروطه ایران طرفدار پادشاهی مشروطه و خواهان بازگشت ان در ایران است. این حزب خواهان براندازی نظام جمهوری اسلامی است.
انتخاب اعضای شورای مرکزی که ۵ نفر می‌باشند در کنگره حزب و توسط کلیه اعضای حزب صورت می‌گیرد. اعضای شورای مرکزی در حال حاضر؛ فؤاد پاشایی، بهمن امیرحسینی، نادر زاهدی، فهیمه ایلغمی و امیر صدری می‌باشند؛ که در کنگره سیزدهم حزب (شهریورماه ۱۳۹۹)، فؤاد پاشایی به عنوان دبیرکل حزب برای دو سال آینده و بهمن امیرحسینی در مقام معاون دبیرکل انتخاب شدند.

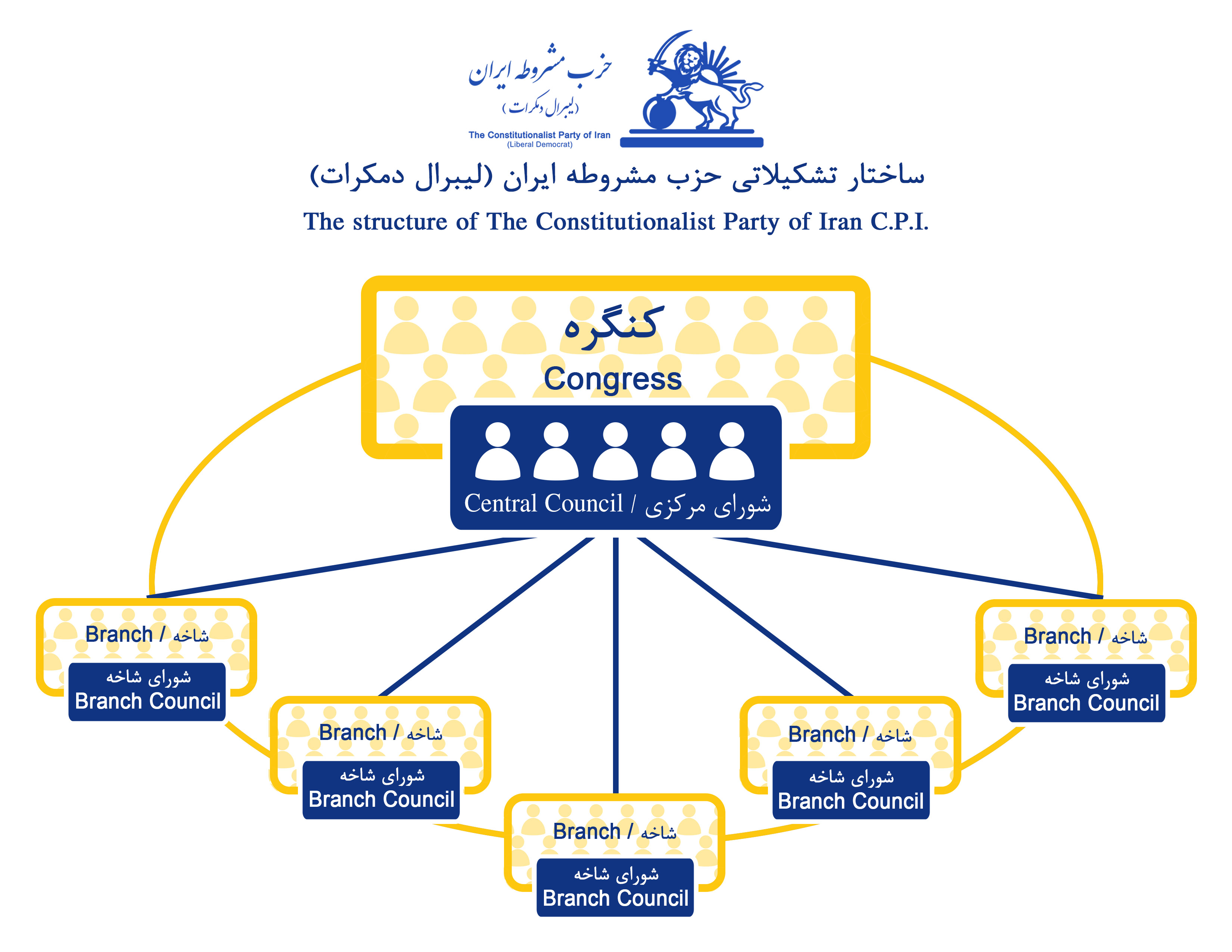
انتخاب اعضای شورای مرکزی در کنگره حزب و توسط کلیه اعضای حزب صورت می‌گیرد

شاهین فاطمی، حسن منصور و خسرو بیت اللهی رایزنان حزب مشروطه ایران هستند.